# 23. prosinca
23. prosinca (23. 12.) 357. je dan godine po gregorijanskom kalendaru (358. u prijestupnoj godini).
Do kraja godine ima još 8 dana.

## Događaji
- 1643. – Protonator Ivan Zakmardi dao izraditi hrastovu škrinju za čuvanje temeljnih isprava hrvatske države; početak Hrvatskog državnog arhiva.
- 1672. – Giovanni Domenico Cassini otkrio je Saturnov satelit Reju.
- 1888. – Vincent van Gogh si odsjekao komadić lijevog uha.
- 1947. – Američki fizičari John Bardeen, Walter Brattain i William Shockley otkrili su tranzistor koji je pokrenuo pravu tehnološku revoluciju.
- 1954. – Američki tim stručnjaka s Josephom Murrayjem na čelu obavio je u Bostonu prvu uspješnu transplantaciju bubrega, pri kojoj je donor bio jednojajčani blizanac 23-godišnjeg mladića.
- 1972. – Nakon 73 dana spašena 16-orica iz avionske nesreće u Andama (hranili se ljudskim mesom).
- 2003. – Oformljena je vlada Ive Sanadera.
- 2008. – U Gvineji su raspuštene vlada i njezine institucije, suspendiran je ustav, te su suspendirane sve političke i sindikalne aktivnosti nakon što je umro predsjednik te države Lansana Conté.

| - 1670. – Vicko Zmajević, hrvatski nadbiskup i političar, jedna od najistaknutijih osoba u Dalmaciji prve polovice 18. stoljeća († 1745.) - 1722. – Axel Fredrik Cronstedt, švedski kemičar i otkrivač nikla († 1765.) - 1797. – Adrien-Henri de Jussieu – francuski botaničar († 1853.) - 1807. – Antun Marija Claret, španjolski svetac († 1870.) - 1867. – Madam C. J. Walker, američka poduzetnica († 1919.) - 1907. – Rafael Boban, hrvatski pukovnik i general Hrvatskih oružanih snaga. - 1912. – Gene Kelly, američki filmski glumac († 1996.) - 1918. – Helmut Schmidt, njemački političar i kancelar († 2015.) - 1925. – Janika Balaž, novosadski tamburaš († 1988.) - 1933. – Akihito, japanski car - 1956. – Dave Murray, britanski glazbenik, član Iron Maidena. - 1968. – Manuel Rivera-Ortiz, američki fotograf - 1977. – Jari Mäenpää, finski glazbenik - 1986. – Balázs Dzsudzsák, mađarski nogometaš - 1990. – Ella Dvornik, hrvatska pjevačica - 1997. – Matea Jelić, hrvatska tekvandoašica | - 918. – Konrad I., njemački kralj - 1721. – Dživo Gundulić, hrvatski pjesnik i dramatičar(* 1678.) - 1822. – Sveti Antun od svete Ane Galvão, brazilski svetac (* 1739.) - 1831. – Emilia Plater, poljsko-litvanska plemkinja i revolucionarka († 1806.) - 1972. – Andrej Tupoljev, ruski konstruktor zrakoplova (* 1888.) - 1973. – Gerard Kuiper, nizozemsko-američki astronom (* 1905.) - 2008. – Lansana Conté, predsjednik Gvineje (* 1934.) - 2022. - Danica Rusjan, hrvatska slikarica i ilustratorica (* 1926.) - Massimo Savić, hrvatski pjevač i glazbenik (* 1962.) - Dario Čerkez, bosanskohercegovački motokros vozač (* 1978.) |